# NGC 6050
NGC 6050A/B è una coppia di galassie interagenti nella costellazione di Ercole.
Si trovano all'interno di un ammasso di galassie noto come Ammasso di galassie di Ercole (Abell 2151), di cui queste due galassie costituiscono la parte centrale; entrambe le galassie si mostrano quasi di faccia e possiedono forma e dimensioni simili. La coppia fu scoperta alla fine dell'Ottocento da Lewis Swift; la distanza è stimata sui 450 milioni di anni luce da noi.